# Krystyna Piotrowska (geolog)
Krystyna Antonina Piotrowska (ur. 5 lipca 1938 w Łucku, zm. 26 stycznia 2022) – polska geolog kartograf, profesor nauk o ziemi, badaczka Tatr.

## Życiorys
Po II wojnie światowej mieszkała z rodzicami w Warszawie. Ukończyła szkołę średnią na warszawskiej Pradze. Uzyskała tytuł magistra geologii stratygraficzno-poszukiwawczej w 1962 roku na Uniwersytecie Warszawskim na podstawie pracy Budowa geologiczna Wyżniej Świstówki, jej promotorem był Edward Passendorfer. Od 1962 roku pracowała w Zakładzie Tektoniki i Kartowania Geologicznego Wydziału Geologii Uniwersytetu Warszawskiego. Stopnień doktora uzyskała na Uniwersytecie Warszawskim w 1969 roku na podstawie pracy Fotointerpretacyjna analiza jakościowa elementów tektoniki nieciągłej trzonu krystalicznego polskich Tatr Wysokich, jej promotorem był Kazimierz Guzik, praca została nagrodzona przez rektora UW. Habilitowała się w 1978 roku na Uniwersytecie Warszawskim w dziedzinie nauk przyrodniczych na podstawie pracy pt. Struktury płaszczowinowe zachodniej Kuby na przykładzie Sierra de los Organos. Na swojej macierzystej uczelni prowadziła wykłady z tektoniki i kartowania geologicznego. Jej mąż był również geologiem kartografem. Uzyskała tytuł profesora nauk o ziemi 31 lipca 2000 roku.
Była zatrudniona w Instytucie Nauk Geologicznych Polskiej Akademii Nauk (od 1971 roku), w Instytucie Geografii Akademii Świętokrzyskiej im. Jana Kochanowskiego (od 1994 do 2002 roku) i w Państwowym Instytucie Geologicznym (od 1 stycznia 1995 roku). Od 1996 roku była członkiem ministerialnej Komisji ds. Opracowań Kartograficznych. Zmarła 26 stycznia 2022 roku, msza żałobna odbyła się 4 lutego 2022 roku w kościele św. Karola Boromeusza w Warszawie, została pochowana w rodzinnym grobie na Starych Powązkach.

## Odznaczenia
- złoty Krzyż Zasługi (2005)[6]
- odznaka honorowa „Zasłużony dla polskiej geologii”[1] (1998)[3]
- Złota Odznaka Państwowego Instytutu Geologicznego (2013)[1]

## Dorobek naukowy
Przez ponad 50 lat zajmowała się naukowo Tatrami (uprawiała także taternictwo letnie i zimowe), była inicjatorką powstania Szczegółowej Mapy Geologicznej Tatr w skali 1:10 000, a także członkiem Rady Programowej Atlasu Tatr. W latach 70. XX wieku zajmowała się także opracowaniem mapy geologicznej Kuby. Była kierownikiem projektów badawczych Państwowego Instytutu Geologicznego: Wzorcowy arkusz Kominy Tylkowe Szczegółowej mapy geologicznej Tatr polskich w skali 1:10 000 (2000–2003), Przygotowanie danych z profilów głębokich wierceń dla opracowania przestrzennego modelu wgłębnej budowy geologicznej Polski (od 2002 roku), Przestrzenny model wgłębnej budowy geologicznej Polski - opracowanie numeryczne (2002–2005), Wgłębna budowa geologiczna Karpat, Górnego Śląska i Sudetów w interaktywnym modelu przestrzennym (3D) (2004-2005). Publikowała m.in. w „Przeglądzie Geologicznym”, napisała ponad 60 artykułów naukowych.

### Wybrane publikacje
- Dynamika Tatr wyznaczana metodami geodezyjnymi (współautorka opracowania geologicznego; 2003)[10]
- Szczegółowa mapa geologiczna Polski (współautorka)[11]